# Alfred Thomas
Alfred Thomas, né à Saint-Masmes (Marne) le 30 octobre 1826 et mort à Reims le 28 janvier 1899 , est un homme politique français.

## Biographie
Jean Alfred Jules Thomas est professeur de pathologie à Reims à partir de 1853, puis il enseigne ensuite l'anatomie, la physiologie puis l'internat. Il épouse à Reims en 1859 Henriette Ernestine Clémence Rouget (1830-1903), veuve de Paul René Edmond Mahieu. Franc-maçon, le docteur Thomas repose au Cimetière du Nord. Il est aussi président de l'association des médecins de la Marne, fondateur de l' Indépendant rémois et du Syndicat agricole et viticole.
Il représente la ville à l’Assemblée nationale de 1871 à 1876 et à la Chambre des députés de 1876 à 1885 et de 1889 à 1893. Pendant la guerre de 1870-71, le docteur Thomas organise un service de communication avec le gouvernement de la Défense nationale, malgré l’occupation allemande ; découvert, il est arrêté et interné à la citadelle de Magdebourg ainsi que les docteurs Brébant et Henrot. Il est l'un des fondateurs de l'indépendant rémois. La ville de Reims a donné son nom à la rue du Docteur-Thomas. En mai 1877, il est l'un des signataires du manifeste des 363.

## Images

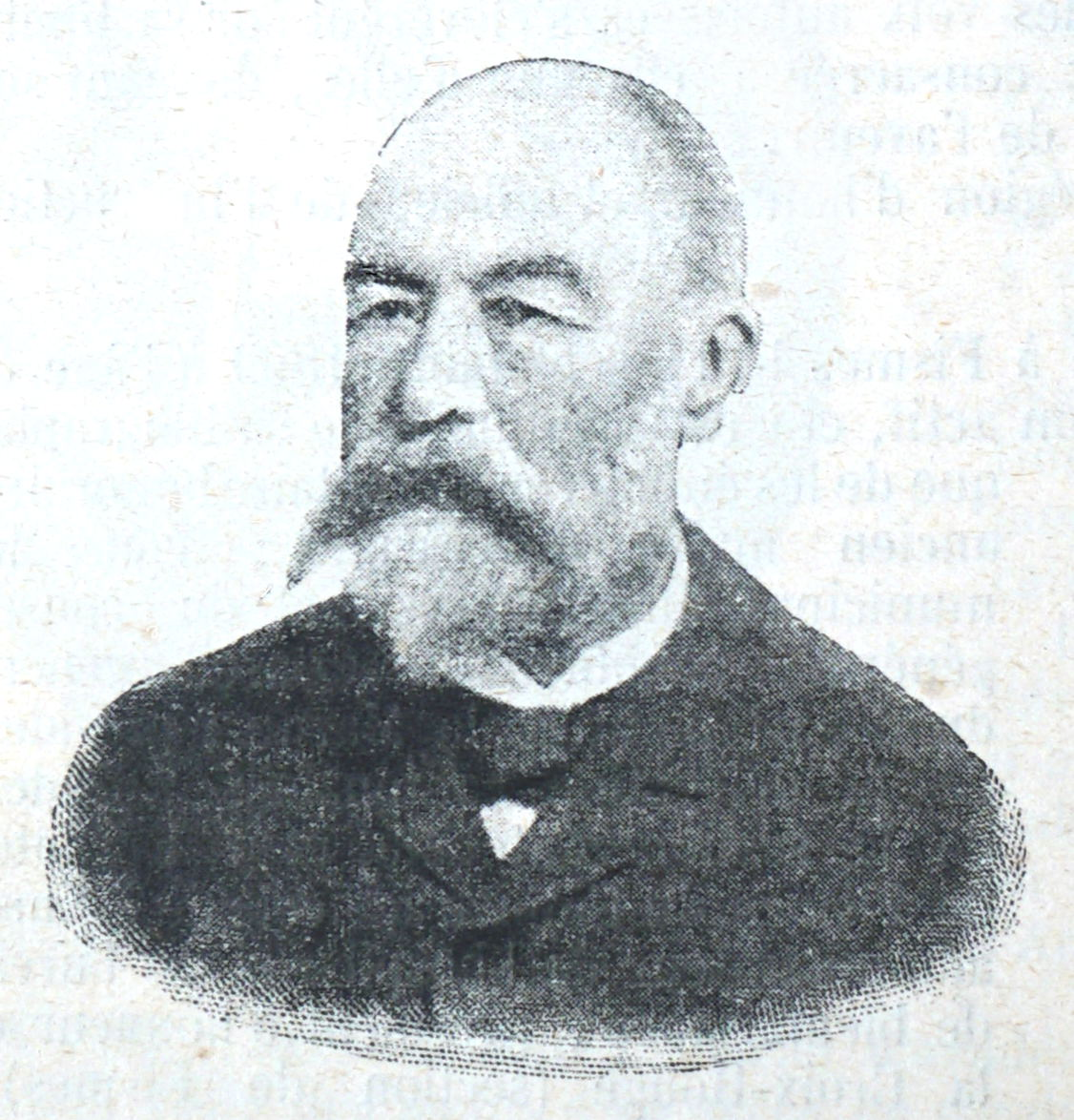
Son portrait,
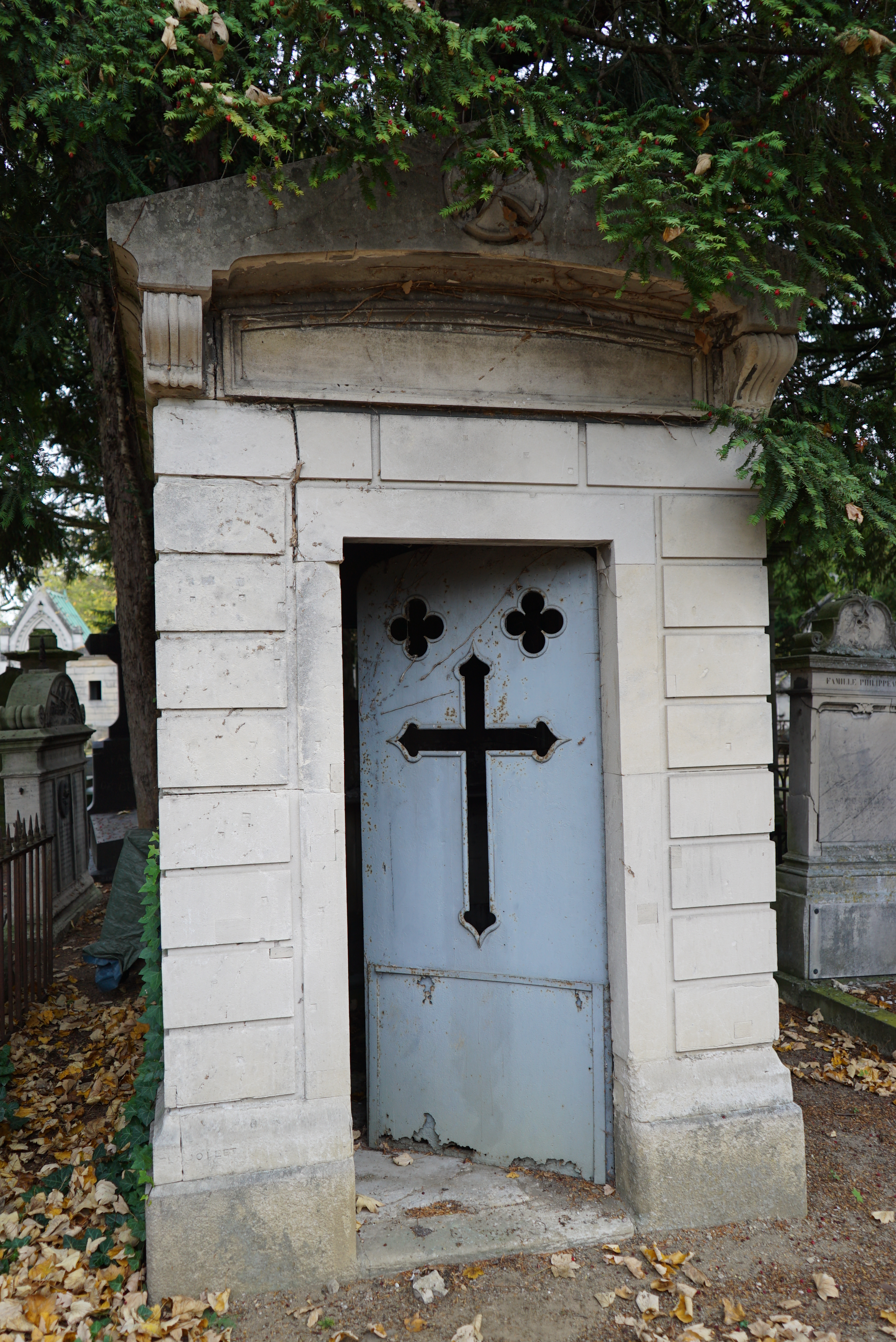
sa tombe canton 6.

## Sources
- « Alfred Thomas », dans Adolphe Robert et Gaston Cougny, Dictionnaire des parlementaires français, Edgar Bourloton, 1889-1891 [détail de l’édition]
- Dictionnaire biographique comprenant la liste et les biographies des notabilités dans les lettres, les sciences...du département de la Marne..., Paris, Henri Jouve, 1893.
- AL. Baudont in Almanach-Annuaire, historique, administratif & commercial de la Marne, de l'Aisne et des Ardennes..., Matot-Braine, 1900, p414.